# Jean Noël Thome
Jean Noël Thome er en professional fodboldspiller. Han kom til FC Vestsjælland fra Kruoja fra Litauen.
|  | Infoboks uden skabelon Denne artikel har en infoboks dannet af en tabel eller tilsvarende. |